# Eleições parlamentares europeias de 1984 (Itália)
As eleições parlamentares europeias de 1984 na Itália foram realizadas a 17 de Junho e, serviram para eleger os 81 deputados do país para o Parlamento Europeu.
Estas eleições realizaram-se uma semana após a morte do histórico líder do Partido Comunista Italiano, Enrico Berlinguer, e, isso deu uma força significativa ao PCI.
O Partido Comunista Italiano, pela primeira vez, conseguia vencer eleições, a nível nacional, na Itália.

## Resultados Nacionais
| Partidos                | Partidos                                | Votos      | %               | +/-     | Deputados | +/-     |
| ----------------------- | --------------------------------------- | ---------- | --------------- | ------- | --------- | ------- |
|                         | Partido Comunista Italiano              | 11 714 428 | 33,33 / 100,00  | 3,76    | 27 / 81   | 3       |
|                         | Democracia Cristã                       | 11 583 767 | 32,96 / 100,00  | 3,49    | 26 / 81   | 3       |
|                         | Partido Socialista Italiano             | 3 940 445  | 11,21 / 100,00  | 0,18    | 9 / 81    | Estável |
|                         | Movimento Social Italiano               | 2 274 556  | 6,47 / 100,00   | 1,02    | 5 / 81    | 1       |
|                         | PLI - PRI                               | 2 140 501  | 6,09 / 100,00   | 0,10    | 5 / 81    | Estável |
|                         | Partido Socialista Democrático Italiano | 1 225 462  | 3,49 / 100,00   | 0,83    | 3 / 81    | 1       |
|                         | Partido Radical                         | 1 199 876  | 3,41 / 100,00   | 0,26    | 3 / 81    | Estável |
|                         | Democracia Proletária                   | 506 753    | 1,44 / 100,00   | 0,72    | 1 / 81    | Estável |
|                         | Partido Popular Sul Tirolês             | 198 220    | 0,56 / 100,00   | Estável | 1 / 81    | Estável |
|                         | Federalismo                             | 193 430    | 0,55 / 100,00   | 0,08    | 1 / 81    | 1       |
|                         | Liga Veneta                             | 164 115    | 0,47 / 100,00   | Novo    | 0 / 81    | Novo    |
| Votos inválidos         | Votos inválidos                         | 1 928 073  | 5,20 / 100,00   | 2,14    |           |         |
| Total                   | Total                                   | 37 069 626 | 100,00 / 100,00 |         | 81 / 81   |         |
| Eleitorado/Participação | Eleitorado/Participação                 | 44 948 253 | 82,47 / 100,00  | 3,18    |           |         |
| Fonte                   | Fonte                                   | [ 1 ]      | [ 1 ]           | [ 1 ]   | [ 1 ]     | [ 1 ]   |

## Resultados por círculos eleitorais
| Círculos eleitorais    | %    | D   | %    | D  | %    | D   | %    | D   | %       | D       | %    | D    | %   | D  | %   | D  | %   | D   | %   | D   |    | Votantes   |
| Círculos eleitorais    | PCI  | PCI | DC   | DC | PSI  | PSI | MSI  | MSI | PLI-PRI | PLI-PRI | PSDI | PSDI | PR  | PR | DP  | DP | SVP | SVP | FED | FED | D  | Votantes   |
| ---------------------- | ---- | --- | ---- | -- | ---- | --- | ---- | --- | ------- | ------- | ---- | ---- | --- | -- | --- | -- | --- | --- | --- | --- | -- | ---------- |
| Itália Norte-Ocidental | 31,7 | 7   | 32,5 | 7  | 12,3 | 3   | 4,6  | 1   | 9,1     | 2       | 3,3  | 1    | 4,0 | 1  | 1,9 | 1  | -   | -   | 0,4 | -   | 23 | 10 437 340 |
| Itália Norte-Oriental  | 32,9 | 6   | 33,9 | 5  | 10,2 | 1   | 4,0  | -   | 6,6     | 1       | 3,5  | 1    | 2,8 | -  | 1,5 | -  | 2,8 | 1   | 0,2 | -   | 15 | 7 472 920  |
| Itália Central         | 41,5 | 7   | 29,1 | 5  | 10,7 | 2   | 6,6  | 1   | 5,1     | 1       | 2,7  | -    | 3,0 | 1  | 1,2 | -  | -   | -   | 0,1 | -   | 17 | 7 506 688  |
| Itália Meridional      | 30,3 | 5   | 36,6 | 6  | 11,4 | 2   | 10,3 | 2   | 3,0     | 1       | 4,2  | 1    | 2,9 | 1  | 1,1 | -  | -   | -   | 0,2 | -   | 18 | 7 821 228  |
| Itália Insular         | 28,5 | 2   | 32,8 | 3  | 11,0 | 1   | 8,7  | 1   | 5,2     | -       | 4,1  | -    | 4,9 | -  | 1,3 | -  | -   | -   | 3,4 | 1   | 8  | 3 831 450  |
| Estrangeiro            | 36,1 | -   | 22,9 | -  | 13,9 | -   | 4,5  | -   | 3,2     | -       | 8,3  | -    | 2,5 | -  | 5,4 | -  | 0,7 | -   | 1,6 | -   | -  | 230 843    |
| Itália                 | 33,3 | 27  | 33,0 | 26 | 11,2 | 9   | 6,5  | 5   | 6,1     | 5       | 3,5  | 3    | 3,4 | 3  | 1,4 | 1  | 0,6 | 1   | 0,6 | 1   | 81 | 37 069 626 |